# 小林直人 (医師)
小林 直人（こばやし なおと）は、日本の医師。愛媛大学副学長

## 来歴
埼玉県立熊谷高等学校、東京大学医学部医学科卒業。1991年東京大学大学院医学系研究科第一基礎医学中退。
順天堂大学医学部解剖学第一講座助手(1991年～1995年)、同大学医学部解剖学第一講座特任講師(1995年～1998年)。
愛媛大学医学部解剖学・発生学分野助教授(1998年～2005年)、愛媛大学医学部附属医学教育センター長、愛媛大学副学長。
日本解剖学奨励賞(2000年)、愛媛大学共通教育貢献賞(2017年)受賞

## 著書
- 人体の構造と生理機能(医歯薬出版)